# Rover 600er-Serie
Die Rover 600er-Modelle wurden vom britischen Automobilhersteller MG Rover Group zwischen 1993 und 1999 gebaut. Die viertürigen Limousinen zählten zur Mittelklasse.

## Geschichte und Technik

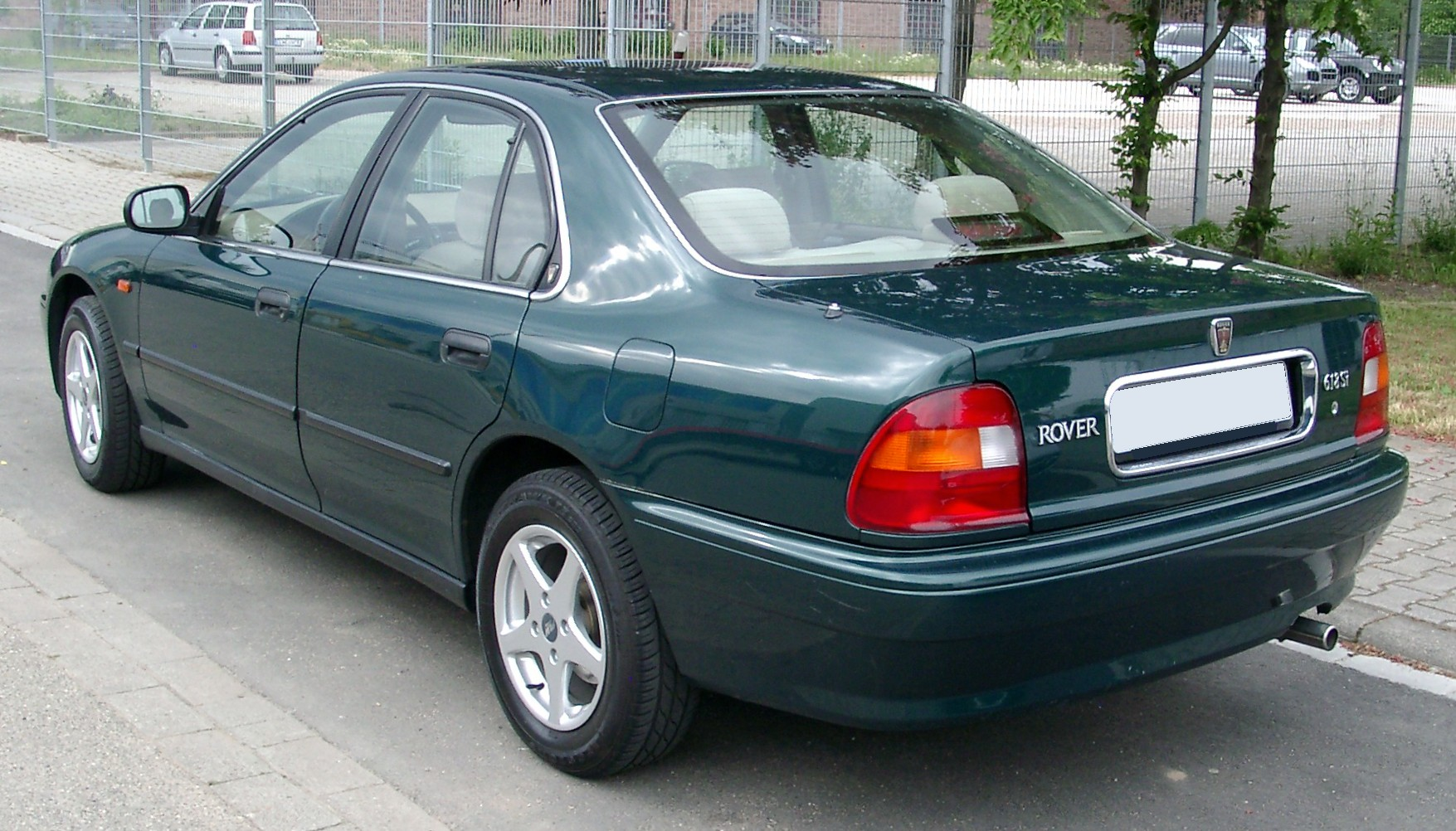
Rover 618si

Die MG Rover Group brachte die 600er-Serie im Sommer 1993 heraus, die wie andere Rover-Modelle zu dieser Zeit das Ergebnis einer Kooperation mit Honda war. Die Karosserie basierte auf dem zeitgenössischen Honda Accord 5. Generation, und auch die 1,8 Liter SOHC-, 2,0 Liter SOHC- und 2,3 Liter DOHC-Vierzylinder-Benzinmotoren kamen von Honda. Echte Rovermotoren waren jedoch der 2,0 Liter Turbodiesel und der 2,0 Liter DOHC 16V-Turbo-Benziner der T-Serie, der schon durch den Einsatz im 220 Coupé von Rover einen Bekanntheitsgrad hatte. Ab Sommer 1994 wurde der Rover 620 ti als Top-Modell der Baureihe vorgestellt. Mit dessen Garrett-Turbolader und Ladeluftkühlung betrug seine Leistung 147 kW (200 PS) und verhalf dem Fahrzeug zu einer Höchstgeschwindigkeit von über 230 km/h und einer Beschleunigung von ca. 7,3 s für 0–100 km/h. Das von Honda entwickelte Fahrwerk war komfortabel, aber nicht sportlich. Nur der 620ti besaß serienmäßig ein Sportfahrwerk. Im Innenraum des 600 gab es Holz- und Chromapplikationen und weitere luxuriöse Ausstattungsdetails, wobei jedoch der unzureichende Fußraum im Fond bemängelt wurde. Die Innenausstattung war ebenfalls vom japanischen Honda Accord abgeleitet. Einziger Unterschied war der angebotene Beifahrer-Airbag für die Modelle ab Frühjahr 1996. Die Verkaufspreise waren wesentlich niedriger als die von gehobenen Konkurrenzmodellen. Die Fertigung des Rover 600er wurde Anfang 1999 eingestellt. Als Nachfolger kam der Rover 75 im Retro-Look auf den Markt, der zudem die größere Rover 800er-Serie ersetzte.

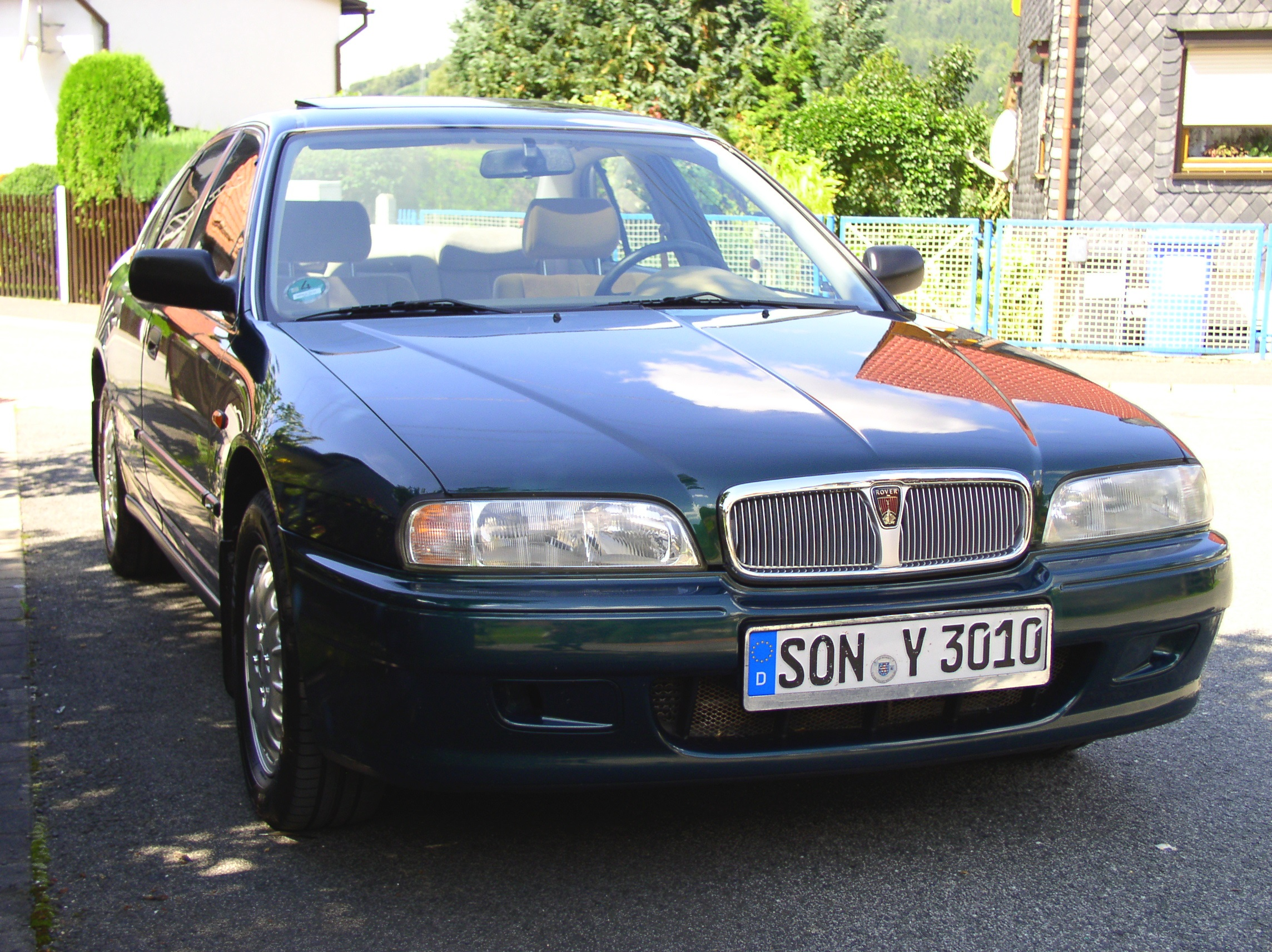
1994 ROVER 620i
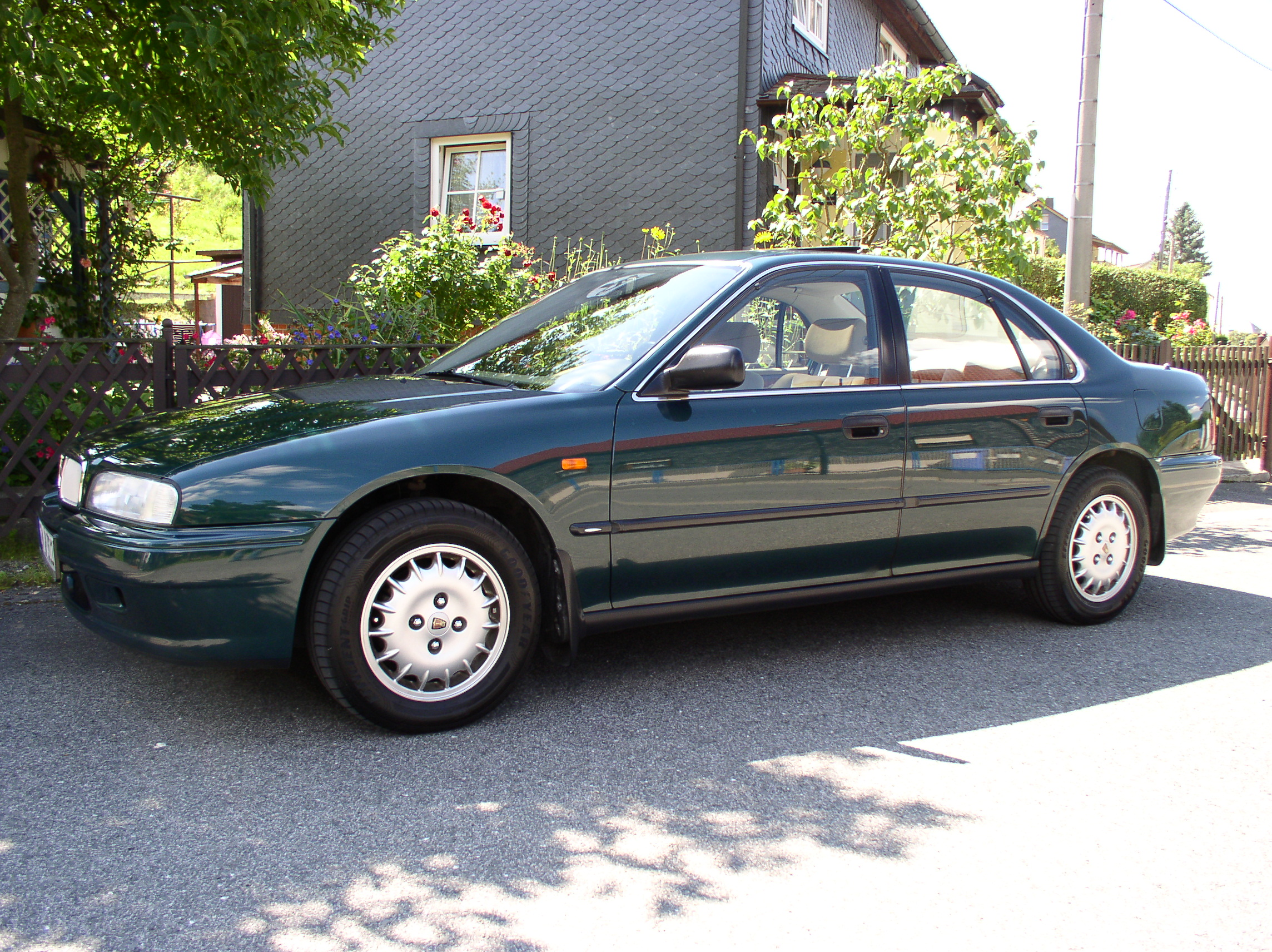
1994 ROVER 620i
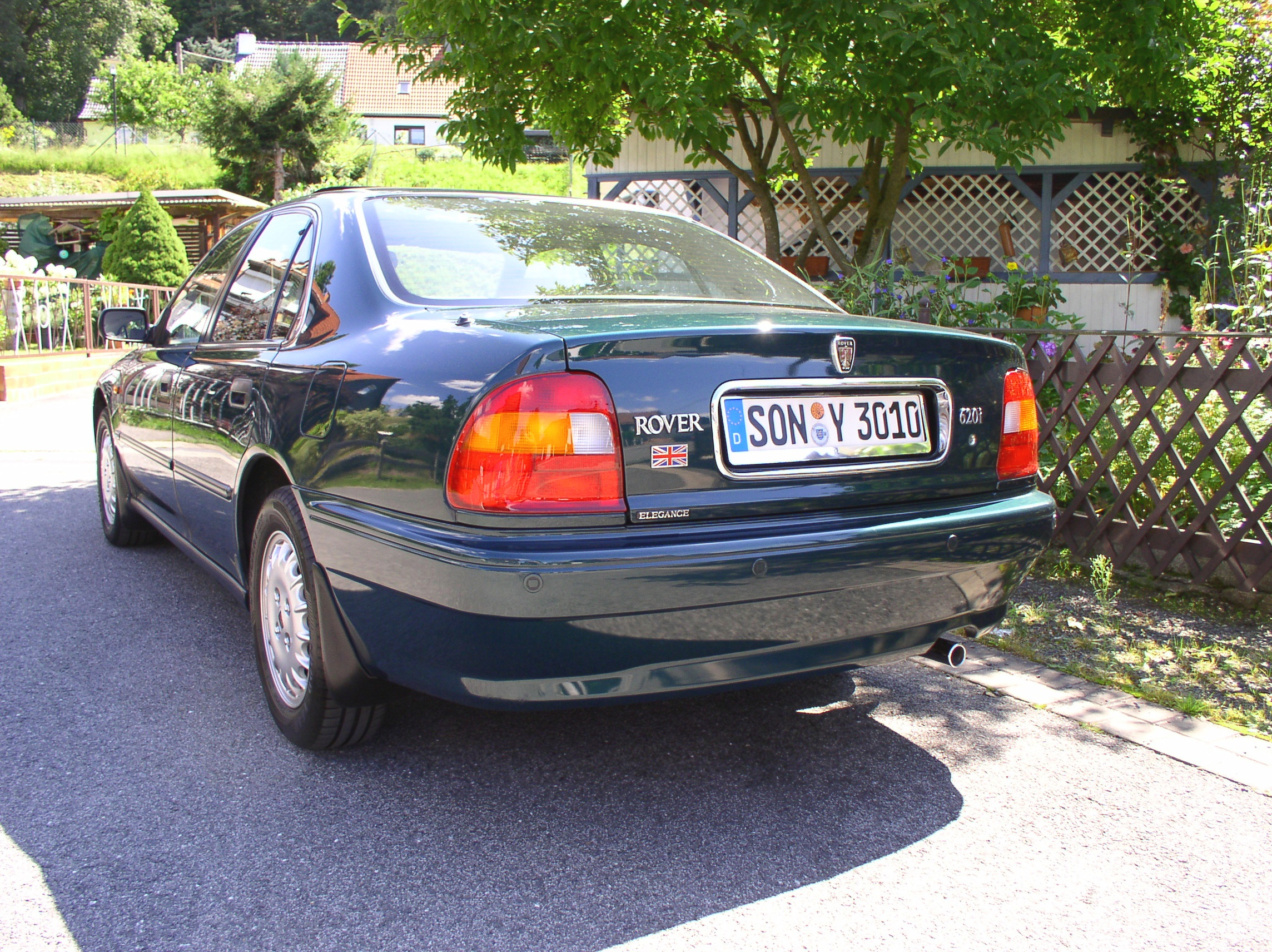
1994 ROVER 620i
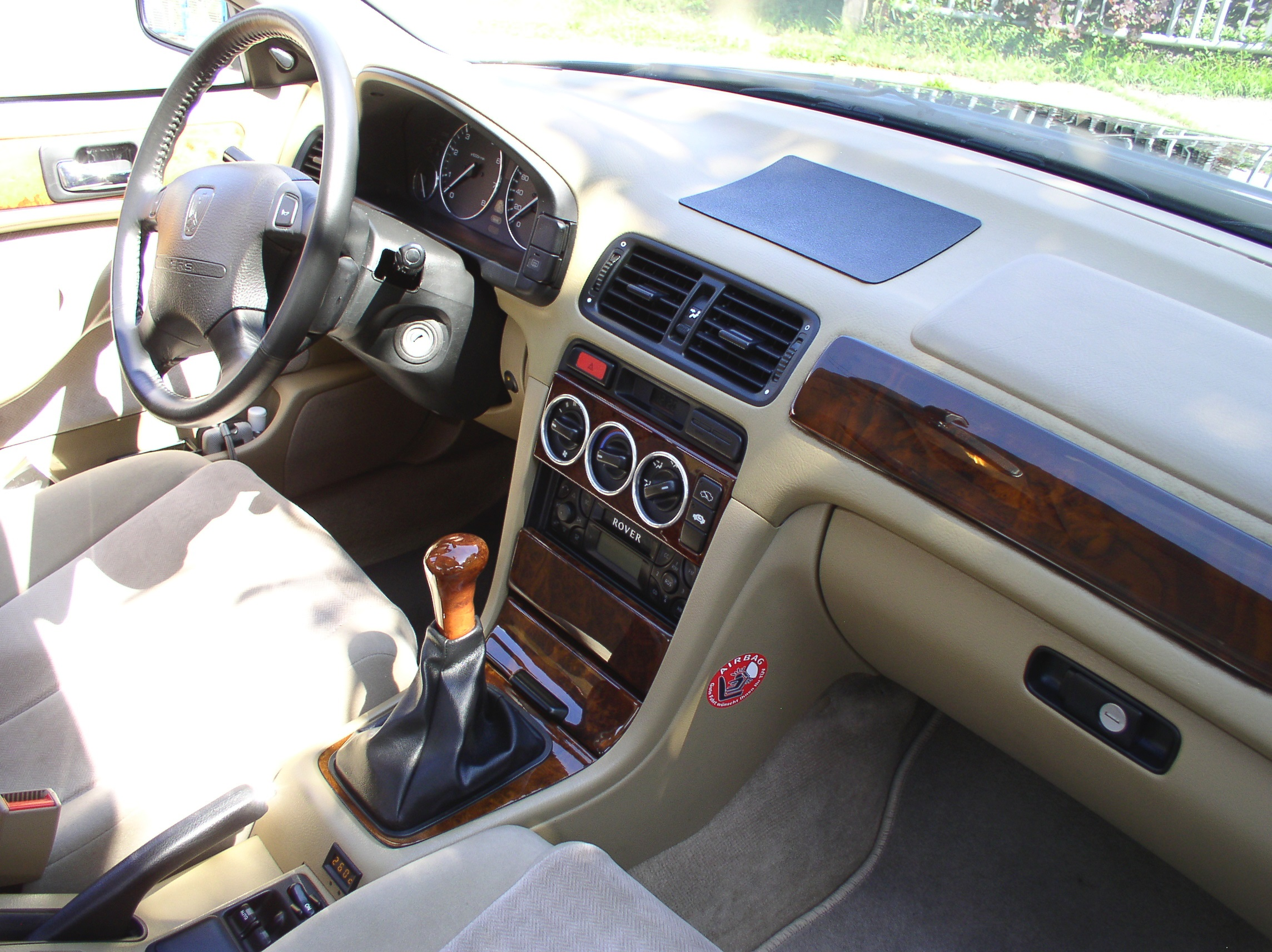
1994 ROVER 620i Innenraum
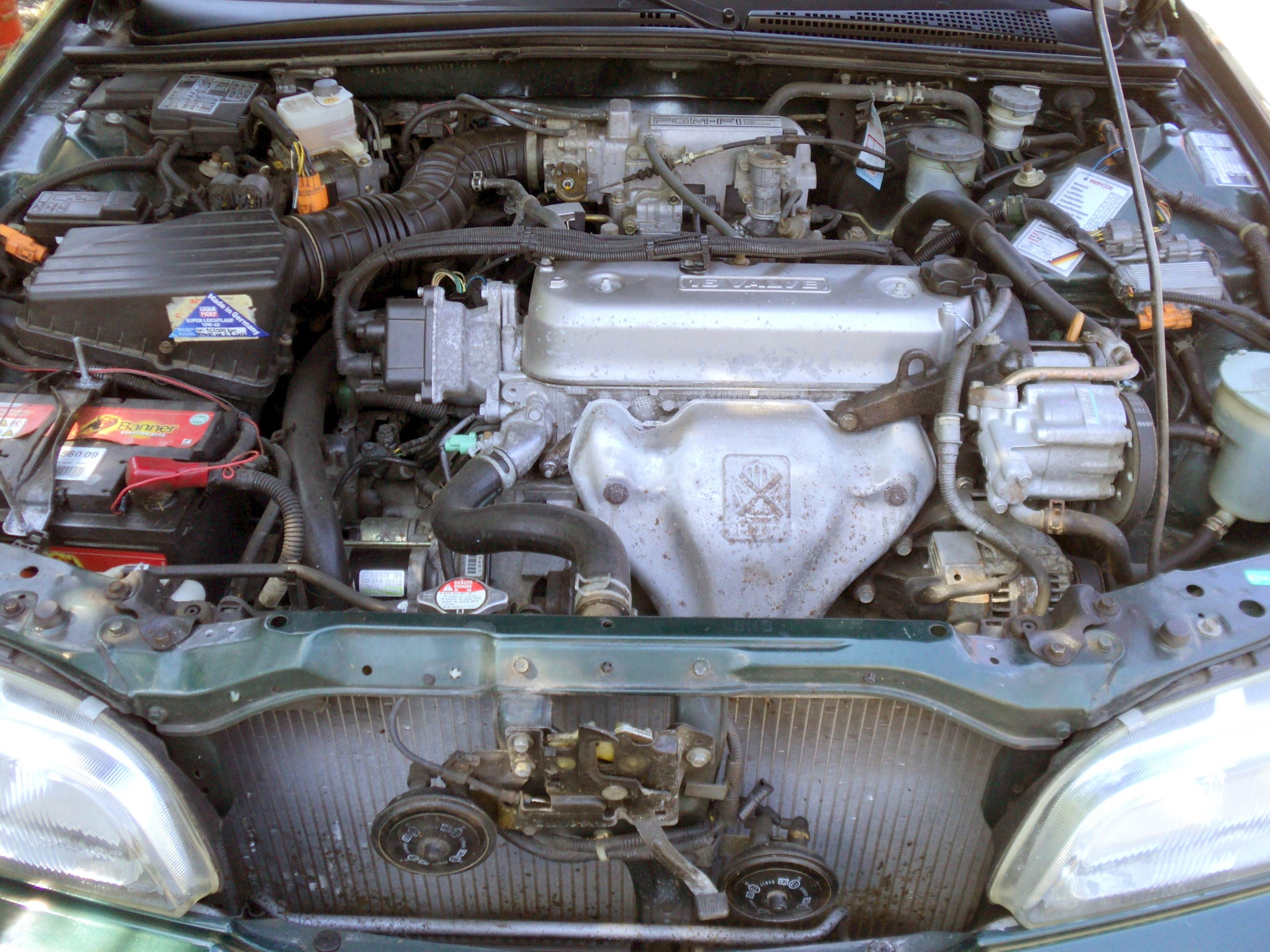
1994 ROVER 620i "HONDA 2,0 Liter Motor"

### Technische Daten
| Ottomotoren   | Ottomotoren       | Ottomotoren | Ottomotoren                    | Ottomotoren           | Ottomotoren               | Ottomotoren  | Ottomotoren | Ottomotoren     |
| Modell        | Zylinder/ Ventile | Hubraum cm³ | Max. Leistung                  | Max. Drehmoment       | Motoren- hersteller/ Code | 0–100 km/h s | Vmax km/h   | Bauzeitraum     |
| ------------- | ----------------- | ----------- | ------------------------------ | --------------------- | ------------------------- | ------------ | ----------- | --------------- |
| 618 i/Si      | 4/16              | 1850        | 85 kW (115 PS) bei 5500 min−1  | 150 Nm bei 4200 min−1 | Honda/F18A3               | 10,8         | 195         | 03/1996–02/1999 |
| 620 i         | 4/16              | 1997        | 85 kW (115 PS) bei 5300 min−1  | 173 Nm bei 4200 min−1 | Honda/F20Z2               | 10,8         | 198         | 08/1993–03/1996 |
| 620 Si        | 4/16              | 1997        | 96 kW (131 PS) bei 5400 min−1  | 177 Nm bei 4800 min−1 | Honda/F20Z1               | 10,2         | 201         | 08/1993–02/1999 |
| 620 ti        | 4/16              | 1994        | 147 kW (200 PS) bei 6000 min−1 | 240 Nm bei 2100 min−1 | Rover/20T4G               | 7,5          | 230         | 07/1994–02/1999 |
| 623 Si        | 4/16              | 2259        | 116 kW (158 PS) bei 5800 min−1 | 206 Nm bei 4500 min−1 | Honda/H23A3               | 10,0         | 216         | 08/1993–02/1999 |
| Dieselmotoren |                   |             |                                |                       |                           |              |             |                 |
| Modell        | Zylinder/ Ventile | Hubraum cm³ | Max. Leistung                  | Max. Drehmoment       | Motoren- Hersteller/ Code | 0–100 km/h s | Vmax km/h   | Bauzeitraum     |
| 620 Di/SDi    | 4/8               | 1994        | 77 kW (105 PS) bei 4200 min−1  | 210 Nm bei 2000 min−1 | Rover/20T2N               | 10,9         | 188         | 12/1994–02/1999 |

Das Leergewicht der Fahrzeuge betrug mit Benzinmotor 1255 bis 1335 kg und mit Dieselmotor 1310 bis 1380 kg.